# Елхов, Юрий Александрович
Ю́рий Алекса́ндрович Елхо́в (род. 7 декабря 1940 года, Москва) — советский, белорусский и российский кинорежиссёр, сценарист, продюсер и кинооператор. Заслуженный деятель искусств Республики Беларусь.

## Творческий и профессиональный рейтинг
- Член Союза кинематографистов России
- Член Союза кинематографистов Беларуси
- Член гильдии кинооператоров России
- Член гильдии кинорежиссёров России
- Заслуженный деятель искусств Республики Беларусь
- Лауреат Государственной премии Республики Беларусь
- Кинорежиссёр-постановщик художественных и телевизионных фильмов высшей категории
- Кинооператор-постановщик художественных и телевизионных фильмов высшей категории
- Кинодраматург игровых и документальных фильмов

## Фильмография

### Художественные фильмы

#### Режиссёр
- 1989 — Кошкодав Сильвер
- 1991 — Прости нас, мачеха Россия
- 1993 — Аномалия
- 2003 — Анастасия Слуцкая

#### Оператор

##### Полнометражные художественные фильмы
- 1974 — Весёлый калейдоскоп
- 1975 — Приключения Буратино (ТВ)
- 1976 — Пастух Янка и королевская перебранка (ТВ)
- 1977 — Про Красную Шапочку (ТВ)
- 1980 — Братья Рико (ТВ)
- 1982 — Раскиданное гнездо
- 1982 — Культпоход в театр
- 1983 — Этот негодяй Сидоров
- 1985 — Документ Р (ТВ)
- 1987 — Двое на острове слёз
- 1987 — Отступник
- 1988 — Наш бронепоезд
- 1990 — Супермент
- 1993 — Аномалия
- 1995 — Сын за отца
- 1998 — Охота жить
- 2000 — Зорка Венера
- 2007 — Пирожки с картошкой
- 2008 — Адель
- 2009 — Яблоко Луны (Райские яблоки)

##### Художественные телесериалы
- 2000 — «Месть сладка» (52 мин.[уточнить]) — художественный телевизионный фильм телесериала «Чёрная комната» (РЕН ТВ, Москва, режиссёр-постановщик Валерий Харченко)
- 2001 — Салон красоты (телесериал) (20 серий в 100-серийном телесериале; кинокомпания «НТВ-Кино», Москва; режиссёр-постановщик Валерий Харченко)
- 2001 — «Китайский квартал» (52 мин.) — художественный телевизионный фильм из телесериала «Убойная сила» (ОРТ, Москва, режиссёр-постановщик — Вячеслав Никифоров)
- 2005 — «Театр Луны» — четырёхсерийный художественный телевизионный фильм (ОРТ, «Луна-фильм», Москва; режиссёр-постановщик и автор сценария — Сергей Проханов)

#### Сценарист
- 1989 — Кошкодав Сильвер
- 1993 — Аномалия
- 2009 — История: наука или вымысел? (сериал)

#### Актёр
- 1999 — Цветы от победителей

### Документальные фильмы
- 1979 — «Лазоревый цвет» — этнографический фильм о белорусской деревне. Режиссёр-оператор Юрий Елхов. Киностудия «Беларусьфильм» (Минск).
- 1985 — «Провокация» — документальный фильм. Режиссёр-оператор Юрий Елхов. Киностудия «Беларусьфильм» (Минск).
- 1996 — «Дым на холсте» — документальный видеофильм (27 минут) о молодом белорусском художнике-авангардисте Олеге Орлове. Автор сценария, режиссёр, оператор, комментатор Юрий Елхов. Объединение «Телефильм» (Минск).
- 1997 — «Палац» — документальный видеофильм (54 минуты) о фолк-рок ансамбле «Палац». Автор сценария Дмитрий Подберезский, режиссёр-оператор Юрий Елхов. Композитор Ю. Выдронок. Студия «Белвидеоцентр» (Минск).
- 1998 — «Благовест» — документальный видеофильм (23 минуты) о памятниках деревянного зодчества Белоруссии (Брестская область, Минская область). Автор сценария, режиссёр-оператор, автор дикторского текста Юрий Елхов. «Белвидеоцентр» (Минск).
- 1999 — «Благовест» (весна) — документальный видеофильм (13 минут) о памятниках деревянного зодчества Белоруссии (Брестская область). Автор сценария, режиссёр-оператор, автор дикторского текста Юрий Елхов. «Белвидеоцентр» (Минск).
- 1999 — «Благовест» (лето) — документальный видеофильм (13 минут) о памятниках деревянного зодчества Белоруссии (Брестская область). Автор сценария, режиссёр-оператор, автор дикторского текста Юрий Елхов. «Белвидеоцентр» (Минск).
- 2000 — «Любовь втроём» — документальный видеофильм (30 минут) о художнике кино Александре Верещагине. Автор сценария, режиссёр и оператор Юрий Елхов. Студия Союза кинематографистов Беларуси (Минск).
- 2000 — «Старые русские» — документальный видеофильм (80 минут). Подбор советской кинохроники и документальных фотографий времён перестройки. Автор фильма Юрий Елхов. Студия Союза кинематографистов Беларуси (Минск).
- 2001 — «Иван Ярыгин. Воспоминания» — документальный видеофильм (52 минуты) о двукратном Олимпийском чемпионе по вольной борьбе Иване Сергеевиче Ярыгине. Автор сценария, режиссёр и оператор Юрий Елхов. Фонд Ивана Ярыгина (Москва).
- 2006 — «Возвышенное и земное» — документальная телевизионная программа (26 минут) из цикла «Народ издревле нам родной». Режиссёр Юрий Елхов, автор сценария и продюсер Борис Костин. «ТРО-Союза», Санкт-Петербург — Москва.
- 2009 — «Русь-Орда» — документальный видеофильм по книге Юрия Елхова «А было ли на Руси татаро-монгольское иго». Автор сценария и режиссёр Юрий Елхов, оператор Виктор Красноярский, продюсер Степан Молот. Телекомпания «Годленд Пикчерз» (США).
- 2010 — «Малый театр — фронту» — документальный видеофильм о благотворительных гастролях артистов «Малого театра» по городам Поволжья для ветеранов Великой Отечественной войны. Автор сценария, режиссёр и оператор Юрий Елхов. Студия «СССР», Москва.
- 2012 — «Мистификация. Несуществующее тысячелетие» — документальный видеофильм (63 минуты) о Новой Хронологии. Автор сценария, режиссёр, оператор и продюсер Юрий Елхов. Индивидуальный проект, Минск.

## Литературные произведения
Повести
- ИБС (инопланетные биологические существа)

; Фолк-хистори
- Елхов Ю. А. А было ли на Руси татаро-монгольское иго. — Олимп, Астрель, 2008. — 158 с. — ISBN 978-5-2712-1767-8.
- Юрий Елхов. Технология лжи или Пока живут на свете дураки. — Минск: Ковчег, 2016. — 476 с. — 99 экз. — ISBN 978-985-7137-54-1.

Рассказы, воспоминания, стихи
1. Переходный период
2. Улыбка Шварценеггера
3. Три дырки в лифте
4. Три ангела
5. Александр и Александра
6. Авантюра Никаса Сафронова
7. Святой Владимир-Угодник
8. Инопланетяне
9. Письмо в деревню
10. Новорусские приколы
11. Возвращение домой
12. Телефонный разговор
13. Инспекторская проверка
14. Лошади со спутанными ногами
15. Могила отца
16. Крупный план Бая

Юмоэроски (юмористические эротические рассказы)
1. Некоторые особенности финской бани в русской провинции
2. Безопасный секс
3. Гуманитарная помощь
4. Из письма новобранца другу
5. Ночной прикол
6. История с носом
7. Спокойной ночи, малыши
8. Бутерброд с ветчиной
9. Сон в руку
10. Рецепт «Буратино»
11. Плоды просвещения
12. Антон + Юля = секс

## Награды на фестивалях

### За операторские работы
- За научно-популярный фильм «"Радуга" в мире лазеров»:
  - Премия за лучшею операторскую работу научно-популярных фильмов VII Всесоюзного кинофестиваля в Баку в 1974 году
- За фильм «Приключения Буратино»:
  - Диплом за лучшую операторскую работу на кинофестивале в Минске в 1976 году
- За фильм «Про Красную Шапочку»:
  - Диплом за лучшую операторскую работу на кинофестивале в Минске в 1978 году
  - Специальный диплом «За внедрение новых кинематографических средств» на кинофестивале в Минске в 1978 году
- За фильм «Братья Рико»:
  - Диплом за лучшую работу оператора-постановщика и внедрение новых кинематографических средств на кинофестивале в Минске в 1980 году
- За фильм «Раскиданное гнездо»:
  - Специальный диплом за поиск изобразительной выразительности на кинофестивале в Минске в 1982 году
- За фильм «Культпоход в театр»:
  - Диплом за лучшую операторскую работу на кинофестивале в Минске в 1983 году
- За фильм «Этот негодяй Сидоров»:
  - Лауреат девятого всесоюзного конкурса художественных фильмов, снятых на отечественных цветных плёнках (Казань, Татарстан, «ТАСМА», 1984 год)
- За фильм «Документ Р»:
  - Специальный диплом за поиск технических и изобразительных средств на кинофестивале в Минске в 1985 году
  - Лауреат одиннадцатого всесоюзного конкурса на лучшую операторскую работу в художественном кино на отечественной плёнке в Шостке (Украина) «Свема» в 1985 году
- За фильм «Двое на острове слёз»:
  - Лауреат тринадцатого Всесоюзного конкурса на лучшую операторскую работу в художественном кино на отечественной плёнке в Шостке (Украина) «Свема» в 1988 году
- За фильм «Отступник»:
  - Диплом за лучшую работу оператора-постановщика на шестнадцатом кинофестивале в Минске в 1988 году
  - Диплом за высокую изобразительную культуру на двадцать первом Всесоюзном кинофестивале в Баку (Азербайджан) в 1988 году
  - Приз за лучшую фотографию на Международном кинофестивале в Сиджес (Испания) в 1988 году
- За фильм «Охота жить»:
  - Диплом и Приз Второго Национального кинофестиваля в г. Бресте «За лучшую операторскую работу»

### За режиссёрские работы
За фильм «Кошкодав Сильвер»:
- Приз международного кинофестиваля (г. Лидс, Англия, 1989 год)
- Диплом за лучшую операторскую работу на кинофестивале в Минске в 1989 году

За фильм «Прости нас, мачеха-Россия»:
- Диплом и Приз за творческий поиск, и высокое профессиональное мастерство на кинофестивале «Кинокалядки-90» в Минске в 1990 году
- Диплом и Приз кино клуба «Аматор» за гражданское мужество и прозорливость в художественной интерпретации событий нашей истории на кинофестивале «Кинокалядки-90» в Минске в 1990 году

За фильм «Анастасия Слуцкая»:
- Лауреат Международного кинофестиваля исторических фильмов «Вече» (г. Великий Новгород, Россия, август 2003 года): Диплом жюри и Приз «Вера» кинокартине «Анастасия Слуцкая» «За яркое воплощение исторических событий»
- Лауреат 6-го Международного кинофестиваля «Бригантина» (г. Бердянск, Украина) сентябрь 2003 года: Диплом и Приз жюри в номинации «Лучший фильм» режиссёру Юрию Елхову
- Гран-при «Бронза „Листопада“» художественному фильму «Анастасия Слуцкая» (режиссёр Юрий Елхов)
- Лауреат 37 Всемирного Международного Хьюстонского кинофестиваля (г. Хьюстон, Техас, США, апрель 2004 года): Платиновый приз фестиваля и диплом в категории «Приключенческий фильм» фильму «Анастасия Слуцкая» (режиссёр Юрий Елхов)
- Лауреат Государственной премии Федерации белорусских профсоюзов за 2005 год в области литературы, искусства и кинематографии: Медаль и Диплом лауреата
- Лауреат Международного кинофестиваля в Ханчжоу (Китай, октябрь 2006 года): Приз «Хрустальная медуза» фильму «Анастасия Слуцкая», участнику конкурсной программы кинофестиваля